# Manuel Salas Sureda
Manuel Salas Sureda (Palma de Mallorca, 1880-1942) fue un industrial, financiero y político español.

## Biografía
Hijo de Manuel Salas Palmer, heredó negocios familiares como La Petrolera, situada en la localidad de El Molinar (Palma de Mallorca), empresa de refinería de petróleo; La Salinera Española, con factorías en Ibiza y en San Pedro del Pinatar). Además fundó varias empresas como La Naviera Mallorquina (1924) y La Agrícola Mallorquina.
Fue concejal del Ayuntamiento de Palma por el Partido Conservador (1909-13) y diputado provincial (1919-22).
Cuando el Gobierno del general Primo de Rivera crea el monopolio de Campsa (Compañía Arrendataria del Monopolio del Petróleo, S.A.) en 1927, Salas Sureda pasa a ser el más importante accionista de la compañía.